# Paroedura gracilis
Paroedura gracilis — вид геконоподібних ящірок родини геконових (Gekkonidae). Ендемік Мадагаскару.

## Поширення й екологія
Paroedura gracilis поширені на північному сході острова Мадагаскар, а також у горах Монтань-д'Амбр на півночі острова. Вони живуть у вологих тропічних лісах, на висоті від 10 до 1350 м над рівнем моря. Вночі зустрічаються на рослинності.